# Campyloneurus gibbiventris
Campyloneurus gibbiventris är en stekelart som beskrevs av Günther Enderlein 1920. Campyloneurus gibbiventris ingår i släktet Campyloneurus och familjen bracksteklar. Inga underarter finns listade.